# Ortheziolacoccus saringeri
Ortheziolacoccus saringeri är en insektsart som först beskrevs av Ferenc Kozár 1998.  Ortheziolacoccus saringeri ingår i släktet Ortheziolacoccus och familjen vaxsköldlöss.
Artens utbredningsområde är Angola. Inga underarter finns listade i Catalogue of Life.